# 이언주
이언주(李彦周, 1972년 11월 8일~)는 대한민국의 기업인, 정치인이다. 제19·20·22대 국회의원이다. 2024년 제22대 총선에서 용인시 정 지역구에서 당선되었다.
부산 서구 대신동에서 출생하였다. 흥아해운 직원이었던 아버지를 따라 싱가포르에 살다가 부산 영도구에서 성장하였다. 1995년 서울대학교를 나왔다. 1997년 제39회 사법시험에 합격하여 변호사로 활동했다. 법조인으로 있는 동안 주로 르노삼성자동차 등 대기업들의 법무를 도왔다.
제19대 총선에 광명시 을 국회의원 민주통합당 후보로 출마하여 새누리당 전재희 후보와 무소속 이효선 후보를 모두 제치고 제19대 국회의원으로 당선되었다. 이후 더불어민주당을 탈당해 국민의당으로 입당하면서 안철수를 도왔고, 이후 바른정당과 국민의당 합당에 앞장섰으며 바른미래당의 국회의원으로 있었다. 그러나 이후 보수 통합을 요구하며 바른미래당의 보궐선거 유세 자체를 비판하는 등 해당 행위를 하여 당원권이 정지되었으며, 패스트트랙 4법 국회 대치 사태에서 당내에서 선거법 패스트트랙을 놓고 지도부와 갈등하던 중, 패스트트랙 통과에 반발하여 바른미래당을 탈당하였다.
2019년 12월 미래를향한전진4.0 창당발기인대회에서 창당준비위원장으로 추대되었고, 2020년 1월 19일 중앙당 창당대회에서 당대표로 추대되었다. 이후 미래를향한전진4.0이 미래통합당에 합류하기로 결정하면서 2020년 2월 3째주에 미래통합당 창당준비위원장으로 입당하였다.
2024년 국민의힘을 탈당하고 더불어민주당에 복당했다.
제22대 총선(2024. 4. 10.)에서 용인시 정 지역구에서 경선을 거쳐 공천되었다. 총선 결과 득표 수 82,156표, 51.06% 득표율로 당선되었다.

## 학력
- 1988년 남도여자중학교 졸업
- 1991년 영도여자고등학교 졸업
- 1995년 서울대학교 불어불문학 학사
- 2004년 노스웨스턴 대학교 법학대학원 법학 석사
- 2011년 연세대학교 법무대학원 경제법학 석사

## 경력
- 1997년: 사법시험 합격[8](사법연수원 29기 수료)
- 2000년: 법무법인 충정 변호사
- 법무법인 지평지성 변호사
- 2004년: 르노삼성자동차 법무팀장
- 2008년: 에쓰오일 법무총괄 상무[9][10]
- 2012년 4월 11일 대한민국 제19대 국회의원 선거 당선(경기 광명시 을, 민주통합당, 초선)[1][10]
- 2012년~2013년: 민주통합당 경기도당 광명시 을 지역위원회 위원장
- 2012년 5월~2016년 5월: 제19대 국회의원(경기 광명시 을, 민주통합당→민주당→새정치민주연합→더불어민주당, 초선)
  - 2012년: 제19대 국회 전반기 보건복지위원회 위원
  - 2014년: 제19대 국회 후반기 국토교통위원회 위원
  - 2015년: 제19대 국회 후반기 운영위원회 위원
- 2012년: 민주통합당 정책위원회 부의장
- 2012년: 민주통합당 원내대변인, 원내부대표
- 2012년: 민주당 원내대변인, 원내부대표
- 2013년~2014년: 민주당 경기도당 광명시 을 지역위원회 위원장
- 2014년: 새정치민주연합 원내대변인
- 2014년~2015년: 새정치민주연합 경기도당 광명시 을 지역위원회 위원장
- 2015년: 더불어민주당 원내대변인
- 2015년~2017년: 더불어민주당 경기도당 광명시 을 지역위원회 위원장
- 2016년 4월 13일 대한민국 제20대 국회의원 선거 당선(경기 광명시 을, 더불어민주당, 재선)[2][8]
- 2016년 5월~2020년 5월: 제20대 국회의원(경기 광명시 을, 더불어민주당→무소속→국민의당→바른미래당→무소속→미래통합당, 재선)
  - 2016년 6월~2018년 5월: 제20대 국회 전반기 기획재정위원회 위원
  - 2017년 7월: 제20대 국회 전반기 운영위원회 인사청문제도개선소위원회 위원장
  - 2018년 7월~2019년 4월: 제20대 국회 후반기 산업통상자원중소벤처기업위원회 간사
- 2017년 5월~2017년 8월: 국민의당 원내수석부대표
- 2017년 9월: 국민의당 민생경제살리기위원회 위원장
- 2017년 9월~2018년 1월: 국민의당·바른정당의원모임 국민통합포럼 대표
- 2018년 7월: 시장경제살리기연대 대표
- 2019년 1월: 자유민주포럼 대한민국, 어떻게 바꿀 것인가 공동대표
- 2019년 3월: 행동하는 자유시민 공동대표
- 2019년 4월~2020년 5월: 제20대 국회 후반기 행정안전위원회 위원
- 2019년 12월~2020년 1월: 미래를향한전진4.0 창당준비위원장
- 2020년 1월 19일~2020년 2월 17일: 미래를향한전진4.0(전진당) 당대표
- 통합신당창당준비위원회 창당준비공동위원장
- 2020년 3월~2020년 4월: 제21대 국회의원 선거 미래통합당 부산광역시당 2020 통합 선거책위위원회 공동선거대책본부장 겸 서민경제대책본부장
- 이언주법률사무소 변호사
- 법무법인 시그니처 고문변호사
- 2020년 2월~2020년 3월: 제21대 국회의원 선거 부산 중구·영도구 미래통합당 국회의원 예비후보
- 2020년 6월~2020년 9월: 미래통합당 부산광역시당 남구 을 당원협의회 위원장
- 2020년 9월~2023년 12월: 국민의힘 부산광역시당 남구 을 당원협의회 위원장
- 2020년: 동아대학교 경영학과 겸임교수
- 2020년: 경성대학교 IPP사업추진단 객원교수
- 2021년 2월~2021년 3월: 2021년 재보궐선거 국민의힘 부산광역시장 경선후보
- 2021년 3월~2021년 4월: 국민의힘 2021년 재보궐선거 중앙선거대책위원회 부산동행 공동부위원장
- 이승만 건국대통령 기념사업회 자문위원
- 2021년 10월~2021년 11월: 국민의힘 홍준표 제20대 대통령 선거 예비후보 jp희망캠프 선거대책위원장단 공동선거대책위원장
- 2022년 5월~2022년 6월: 국민의힘 제8회 전국동시지방선거 부산 선거대책위원회 공동 선대본부장
- ~2024년 1월: 국민의힘 탈당
- 2024년 2월~: 더불어민주당 복당
- 2024년 4월 10일 대한민국 제22대 국회의원 선거 당선(경기 용인시 정, 더불어민주당, 3선)[3][11][4]
- 2024년 5월~: 더불어민주당 경기도당 용인시 정 지역위원회 위원장
- 2024년 5월~: 제22대 국회의원(경기 용인시 정, 더불어민주당, 3선)
  - 2024년 6월~: 제22대 국회 전반기 산업통상자원중소벤처기업위원회 위원
- 2024년 8월~: 더불어민주당 최고위원
- 2025년 4월~: 더불어민주당 미래경제성장전략특별위원회 위원장

## 의정 활동

### 프랜차이즈 및 최저임금 관련 발언
2019년에 적용될 최저임금이 확정된 이후인 2018년 7월 17일 이언주 의원은 라디오 방송에 출연해, “(대기업 프랜차이즈가) 갑질을 아무리 했다고 해도 최저임금 인상과는 비교가 안 된다”고 말했다. 또한 “불공정 거래는 당연히 시정해야하지만 그것이 근본적인 어려움의 원인은 아니다”라면서 “인건비 비중이 압도적으로 커져 감당할 수 없는 상태”라며 “시장을 파괴해 놓은 상태”라고 지적했다. 이언주는 7월 15일에는 자유한국당 김용태·김종석·추경호 의원, 바른미래당 정운천 의원 등과 함께 ‘시장경제살리기연대’를 발족하고 “정부의 포퓰리즘 정책에 희생된 국민과 기업을 대변할 것”이라고 발표했다.

### 급식 조리사 등 비정규직 비하 막말 논란
이언주는, 2017년 학교 비정규직 노동자들의 파업 당시 SBS와의 인터뷰에서 파업에 대한 견해를 밝히는 도중 급식 조리사와 간호조무사 등 서민, 비정규직을 비하하는 발언을 했다는 논란에 휩싸였다. 이언주는 기자와의 통화에서 정규직화로 국민 부담이 상승하고 단순 업무이므로 정규직화 할 필요가 없다는 취지의 견해를 밝혔는데 이어서, 여러 차례 "솔직히 조리사라는 게 별 게 아니다. 그 아줌마들 그냥 동네 아줌마들이다. 옛날 같으면 그냥 조금만 교육시켜서 시키면 되는 거다. 밥하는 아줌마가 왜 정규직화가 돼야 하는 거냐?"는 등의 말을 했다. 그리고는 파업에 대해서는 "미친 놈들이야, 완전히.. 이렇게 계속 가면 우리나라는 공무원과 공공부문 노조원들이 살기 좋은 나라가 된다"고 말했다.이러한 발언에 대해 급식 조리사와 간호 조무사 등을 비하한 발언이라는 비판 여론이 일었고 이언주는 결국 자신의 발언에 대해 사과했다.

### 미래를향한전진4.0 창당
기존 정치 문화 내에서는 건전한 진보 청년 세력이 성장할 수 없다는 문제의식을 가지고 2019. 12. 1. 국회의원회관 대회의실에서 600여명의 발기인과 함께 "미래를향한전진4.0"의 중앙당 창당발기인대회를 가졌다. 주요 발기인으로는 CJ E&M의 전략기획국장을 지낸 김원성 청년혁신모임 대표, 박주원 전 안산시장, 이종혁 전 새누리당 최고위원, 박휘락 국민대학교 정치대학원 교수 등이 있다.
2019. 12. 23. 제1차 영입인사 발표 및 주요당직자 임명식을 가졌다. 이동근 보관됨 2019-10-02 - 웨이백 머신 DK LAW 대표변호사를 전략기획위원회 법률고문으로, 이연주 네트워크 마케터를 영입하는 등 우수한 청년인재 영입에 전력을 다하였다는 평가가 있었다.
이언주 창당준비위언장은 1980년대 운동권 세력에 의해 현재의 3040세대는 완전히 어린애 취급을 받는다며, 자신이 3040세대의 맏언니가 되어 소외되고 정치적으로 대변되지 못했던, 그러나 숫자로는 훨씬 많은 3040 세력들이 정치의 주류가 되도록 만들겠다고 선언하였다.
2019년 12월 28일 부산시당 창당대회를 시작으로 2020년 1월 11일 경기도당 창당대회, 1월 14일 경남도당 창당대회, 1월 17일 대구시당 창당대회, 1월 18일 광주시당 창당대회, 1월 19일 서울시당과 강원도당 그리고 중앙당 창당대회가 열렸다.

### 미래통합당으로 입당
자유한국당과 새로운보수당, 미래를향한전진4.0 등이 합당해서 만들어진 미래통합당의 창당준비위원장 지위로 입당하였다.

## 역대 선거 결과
|  | 50.09% |

|  | 52.18% |

|  | 48.74% |

|  | 51.06% |

## 소속 정당
| 소속 정당 | 소속 정당         | 소속 기간 | 비고           |
| --------- | ----------------- | --------- | -------------- |
|           | 민주통합당        | 2012~2013 | 정계 입문      |
|           | 민주당            | 2013~2014 | 당명 변경      |
|           | 새정치민주연합    | 2014~2015 | 합당           |
|           | 더불어민주당      | 2015~2017 | 당명 변경      |
|           | 무소속            | 2017      | 탈당           |
|           | 국민의당          | 2017~2018 | 입당           |
|           | 바른미래당        | 2018~2019 | 합당           |
|           | 무소속            | 2019      | 탈당           |
|           | 미래를향한전진4.0 | 2019~2020 | 창당준비위원회 |
|           | 미래통합당        | 2020      | 합당           |
|           | 국민의힘          | 2020~2024 | 당명 변경      |
|           | 무소속            | 2024      | 탈당           |
|           | 더불어민주당      | 2024~현재 | 복당           |

## 같이 보기
- 광명시 을
- 광명시의 국회의원
- 용인시 정
- 용인시의 국회의원
- 용인시 기흥구의 국회의원
- 용인시 수지구의 국회의원